# 막국수
막국수는 메밀국수를 삶아 찬물에 헹군 후 김치국물이나 고기 육수에 말아 먹는 대한민국 강원특별자치도 춘천의 전통 요리로, 냉면과 유사하다. 막국수는 고기 육수를 반절가량 섞기도 한다. 김치 국물은 주로 동치미, 배추김치, 나박김치 등을 주로 사용하는데, 젓갈이나 고춧가루를 적게 써야 한다.
막국수는 막 먹는 국수라는 뜻이 있다.

## 종류
막국수는 들어가는 재료에 따라 여러 종류로 구분할 수 있다.

### 국물 막국수
- 물막국수 : 동치미 육수 등을 넣어 시원하게 말아 먹음
- 꿩막국수 : 꿩고기 육수에 말아 먹음
- 온면 막국수 : 뜨거운 육수에 말아 먹음

### 비빔 막국수
- 비빔막국수 : 매콤한 양념을 넣어 비벼 먹음
- 들깨막국수 : 고소한 들기름과 으깬 들깨, 간장 등을 넣고 비벼 먹음
- 산채막국수 : 산채나물을 넣어 매콤한 양념에 비벼먹음

## 사진
|          |
| 물막국수 |

|            |
| 비빔막국수 |

|             |
| 들깨막국수1 |

|             |
| 들깨막국수2 |

## 같이 보기
- 한국 요리
- 냉면
- 잔치국수
- 쫄면
- 냉채